# Adriaan Reland

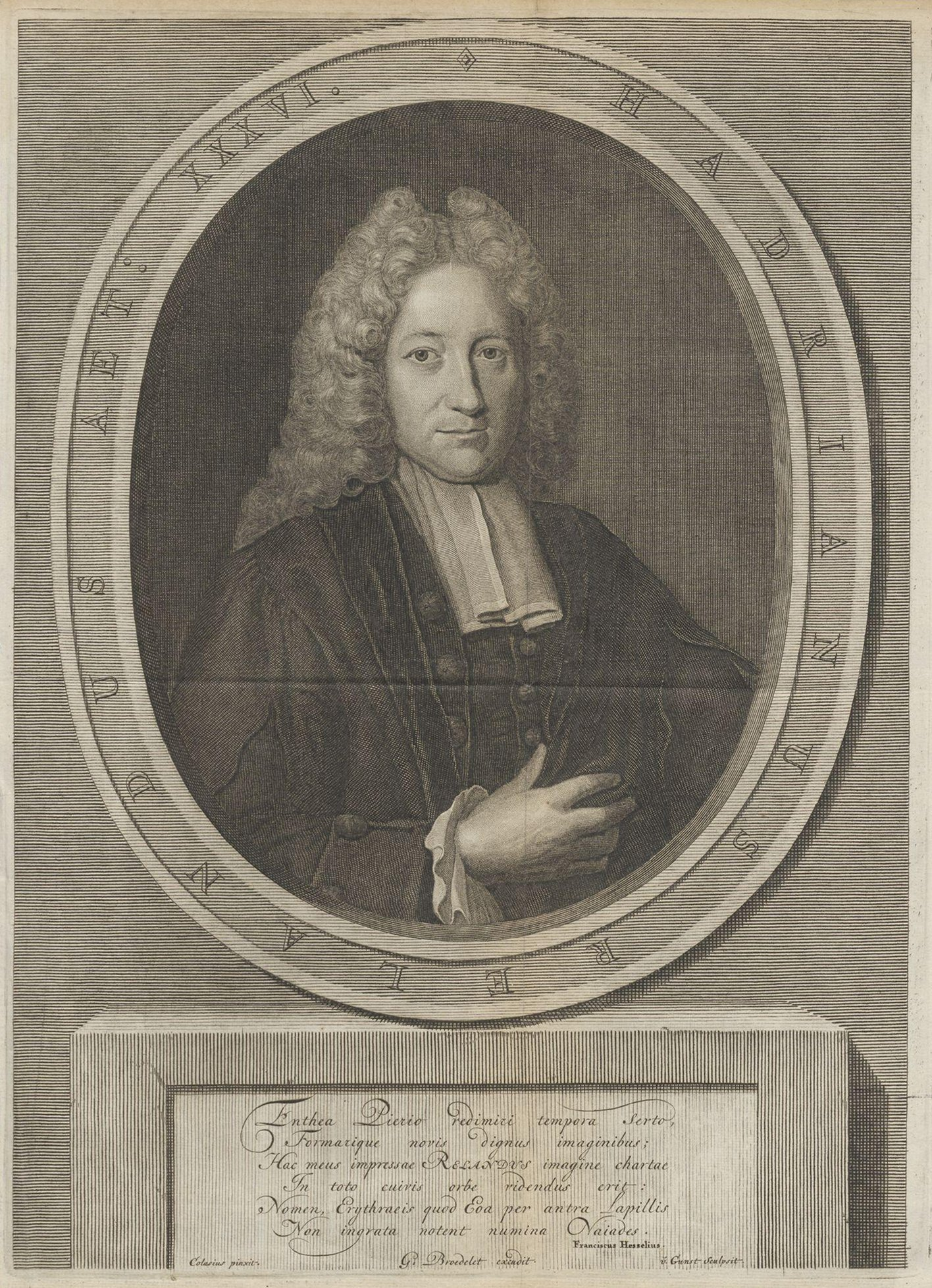
Adriaan Reland, gravure uit Hadriani Relandi Analecta Rabbinica, 2e druk 1723

Adriaan Reland of Reelant, gelatiniseerd: Hadrianus Relandus (De Rijp, 17 juli 1676 – Utrecht, 5 februari 1718) was hoogleraar oosterse talen, cartograaf en Neolatijns dichter. Met zijn boek Over de Mohammedaanse godsdienst (1705) was hij een belangrijke vertegenwoordiger van de Verlichting.

## Leven
Adriaan Reland werd in De Rijp geboren als zoon van de predikant Johannes Reland en Aagje Prins. De jurist Petrus of Pieter Reland (1678-1714) was zijn broer. Het gezin verhuisde in 1676 naar Alkmaar en vervolgens in 1677 naar Amsterdam, nadat Adriaans vader in die plaatsen als predikant was beroepen. In Amsterdam werd Adriaan op 11-jarige leeftijd ingeschreven in het Athenaeum Illustre, waar hij Latijn leerde bij Petrus Francius en Hebreeuws bij Everard van der Hooght en Willem Surenhuys. Op 13-jarige leeftijd ging hij in Utrecht studeren. Hij volgde de colleges Latijn en Grieks bij Johann Georg Graevius, Hebreeuws bij Johan Leusden, theologie bij Melchior Leydekker en Herman Witsius, filosofie bij Gerard de Vries en wis- en natuurkunde bij de astronoom Johan Luyts. Van zijn medestudent Heinrich Sike uit Bremen leerde hij Arabisch. Hij promoveerde in 1694 in de filosofie op een dissertatie De libertate philosophandi (Over de vrijheid van het filosoferen), waarna hij naar Leiden ging. Hier studeerde hij onder meer experimentele natuurkunde bij Wolferd Senguerd en was hij privé-leraar van de zoon van Hans Willem Bentinck, de latere graaf van Portland, die hem tevergeefs verzocht hem naar Windsor te vergezellen.
In 1700 werd hij hoogleraar fysica en metafysica in Harderwijk. In hetzelfde jaar al werd hij benoemd tot hoogleraar oosterse talen in Utrecht, waar hij in 1701 zijn inaugurele rede hield. In 1713 werd zijn leeropdracht uitgebreid met de Joodse oudheden. Tot aan zijn dood door de pokken op 41-jarige leeftijd in 1718 bleef hij hoogleraar in Utrecht. In 1708 en 1709 was hij daar tevens rector magnificus. Hij was getrouwd met Johanna Catharina Teelinck (dochter van Johan Teelinck, oud-burgemeester van Zierikzee), en vervolgens met Maria Hoffer, met wie hij een zoon en twee dochters had. Reland heeft zijn vaderland nooit verlaten; zijn kennis deed hij op in zijn studeerkamer. Hij overleed op 5 februari 1718 en werd begraven in De Rijp. Op 7 maart hield Joseph Serrurier aan de Utrechtse universiteit een lijkrede (Oratio funebris in obitum viri celeberrimi Hardiani Relandi), die veel biografische informatie bevat, maar vrijwel niet ingaat op het werk van Reland.
De schilder Johan George Colasius schilderde tweemaal een portret van Reland. Het ene (ca. 1712-13) bevindt zich in het Centraal Museum te Utrecht, het andere (ca. 1710-15) in de senaatszaal van de Universiteit Utrecht.

## Werk

### Latijnse poëzie
In zijn studentenjaren schreef Reland een bundel Latijnse gedichten Galatea. Lusus poeticus (Galatea. Dichtspel, 1701), dertien elegieën over zijn liefde voor een meisje dat hij Galatea noemde. Hiermee liet hij zich kennen als een van de beste Latijnse dichters van zijn tijd. De bundel werd herhaaldelijk opnieuw uitgegeven, en in 1837 verscheen er een Nederlandse vertaling, Galatea, een dichterlijke speling, door R.H. Graadt Jonckers. In 1748 bezorgde Abraham Perrenot een bundel Poemata quae hactenus reperiri potuerunt (Gedichten die tot nu toe gevonden konden worden).

### Taalkunde
Reland was van mening dat het Hebreeuws de moeder van alle talen was. Hij vond echter dat de bestudering van andere oosterse talen ook licht kon werpen op het Hebreeuws en het Oude Testament. Daarom benadrukte hij bijvoorbeeld in zijn inaugurele rede uit 1701 het belang van de bestudering van het Perzisch. Maar hij hield zich o.a. ook bezig met de verwantschap van de talen van Japan, China en Zuidoost-Azië en met Amerikaanse indianentalen. Zijn studies op het gebied van de taalkunde verzamelde hij in zijn Dissertationum miscellanearum partes tres (1706-1708).

### Over de Mohammedaanse godsdienst
Verreweg het invloedrijkste werk van Reland was De religione mohammedica, dat voor het eerst in 1705 verscheen en in een uitgebreide uitgave in 1717. Hierin gaf hij als eerste westerling een objectieve beschrijving van de islam. Het boek bestaat uit twee delen. In het eerste deel gaf hij een overzicht van de islamitische godsdienst op grond van manuscripten in zijn bezit. Hij gaf de originele Arabische tekst met een Latijnse vertaling en noten. Deel twee is een systematische weerlegging van de talloze vooroordelen en misvattingen die over de islam de ronde deden.
Het boek werd in heel Europa gelezen en wekte veel opschudding. Het kwam meteen na zijn verschijning op de Index van verboden boeken van de Rooms-Katholieke kerk, en al snel verschenen er ook vertalingen in het Engels, Duits, Nederlands, Frans en Spaans.
Reland vond het onzin - zoals in zijn tijd in het Westen gebruikelijk was - te veronderstellen dat moslims dom waren. Hun literatuur wees erop dat ze net zo veel intelligentie en kennis hadden als andere culturen. Reland pleitte dan ook voor een wetenschappelijker beeld van de islam en benadrukte het belang van een goed begrip van de Koran in discussies met moslims. Het was echter niet zijn doel de islam te verdedigen; hij was een overtuigd calvinist wiens werk moest bijdragen aan een doeltreffender bestrijding van de islam en een effectievere verkondiging van het evangelie onder de moslims.
Het boek wordt door arabisten en godsdienstwetenschappers gezien als een onmisbare schakel in de kanteling van de beeldvorming over de islam in Europa.

### Joodse oudheden
Reland gebruikte als eerste op grote schaal Joodse antiquiteiten als munten en inscripties als bronnenmateriaal. In zijn boeken Antiquitates sacrae veterum Hebraeorum (1708) en Palaestina ex monumentis veteris illustrata (1714) en in zijn publicaties over Hebreeuwse en Samaritaanse munten maakte hij het belang hiervan voor de kennis van de Bijbelse archeologie duidelijk.

### Cartografie
Reland maakte een aantal landkaarten van o.a. Palestina, Perzië, Java en Japan. Zijn kaart van Perzië werd vooral belangrijk gevonden en had een grote invloed, terwijl zijn kaarten van Palestina de beste waren tot dan toe.

### Galerij met selectie van zijn werken

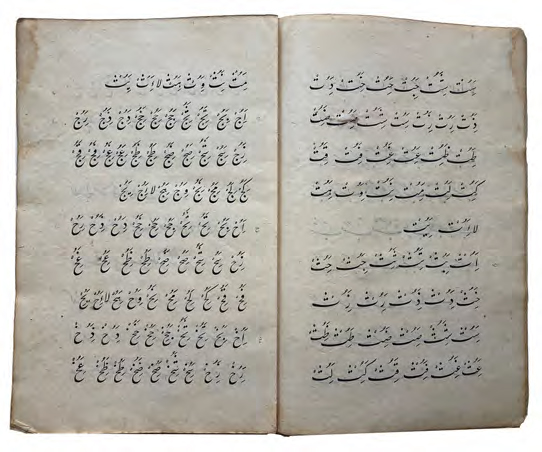
Manuscript over het Perzisch (1705)
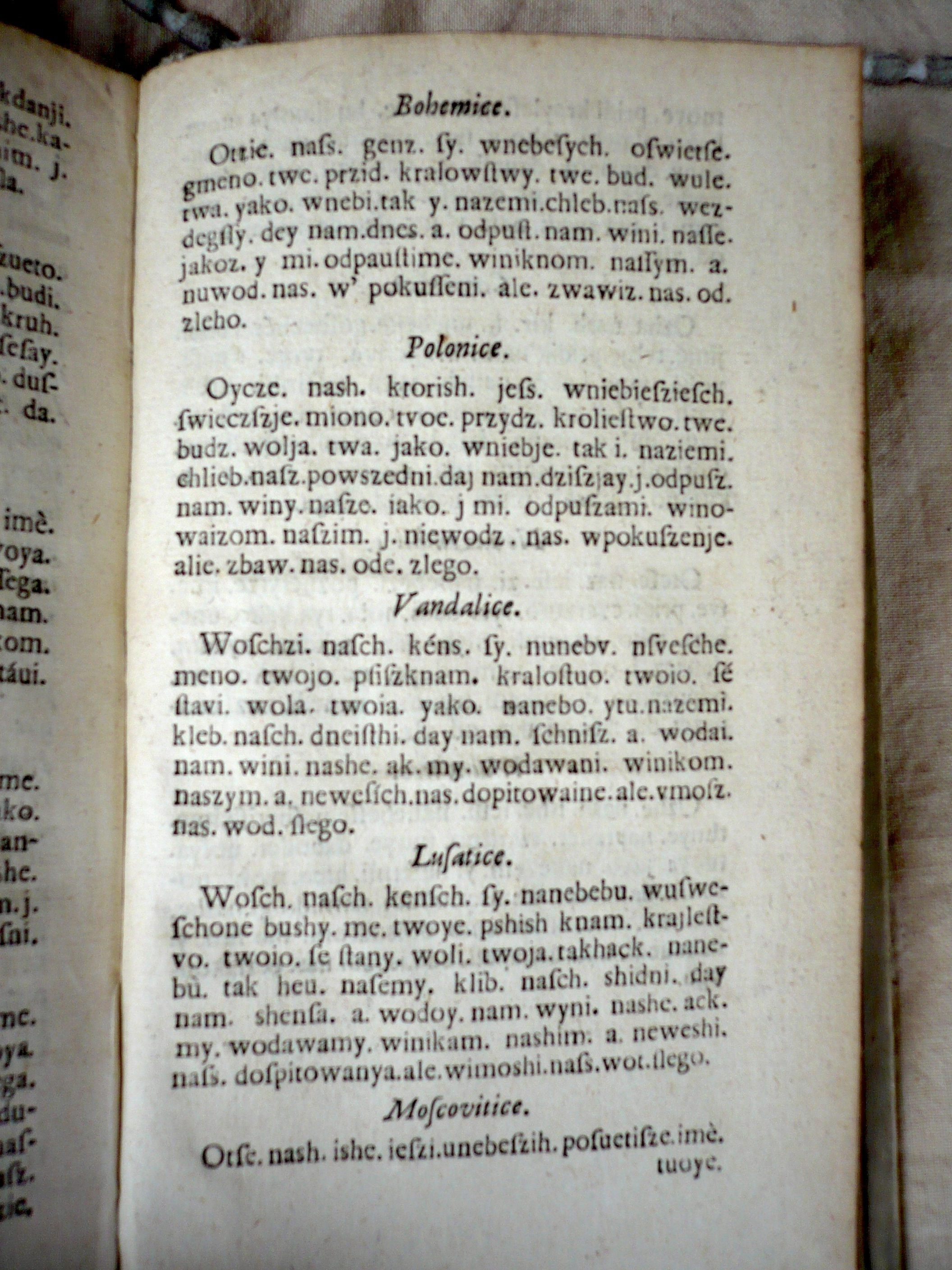
Onze Vader in diverse talen (±1707)
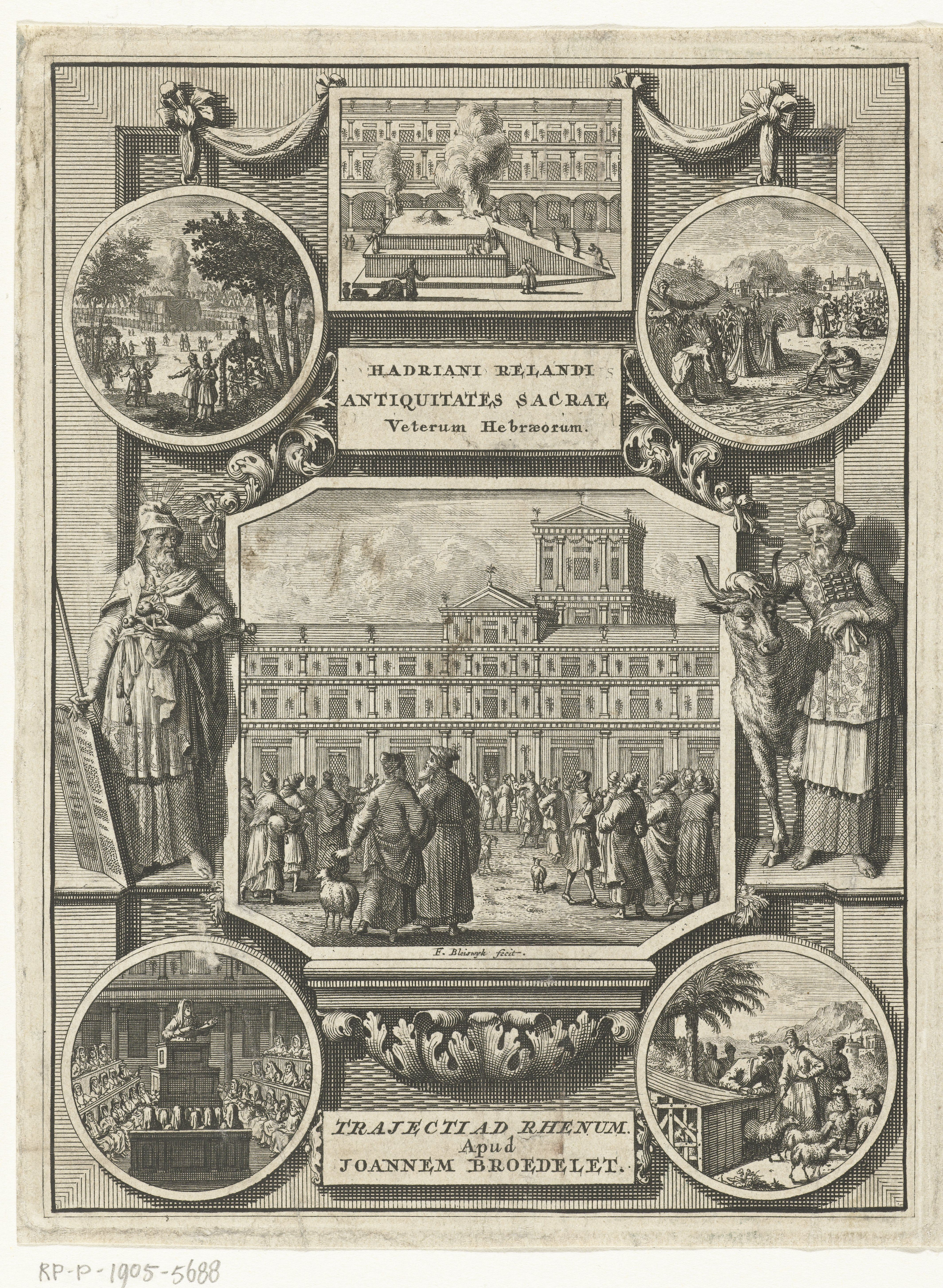
Antiquitates sacrae veterum Hebraeorum (1708)
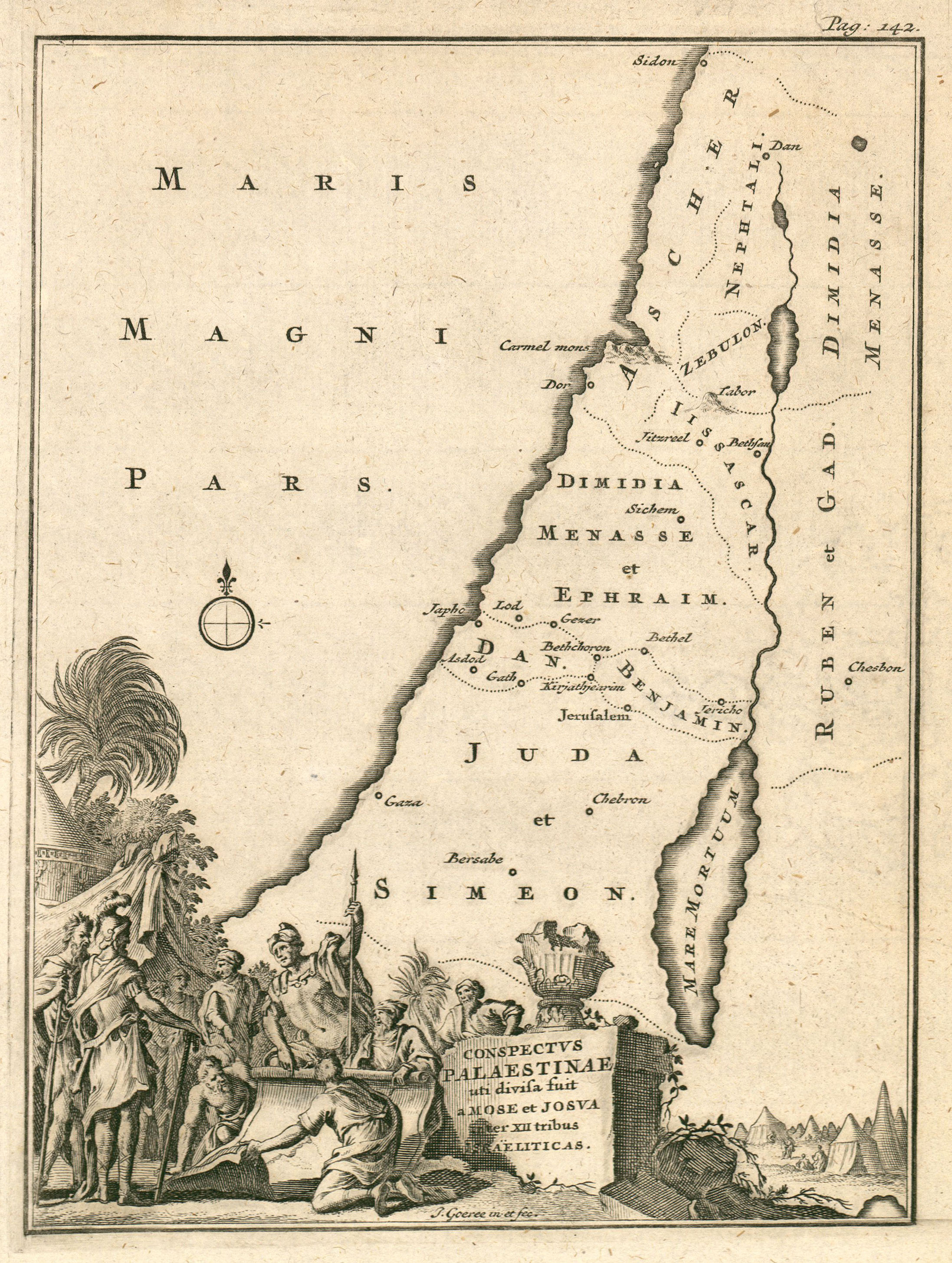
Kaart van Palestina (1714)
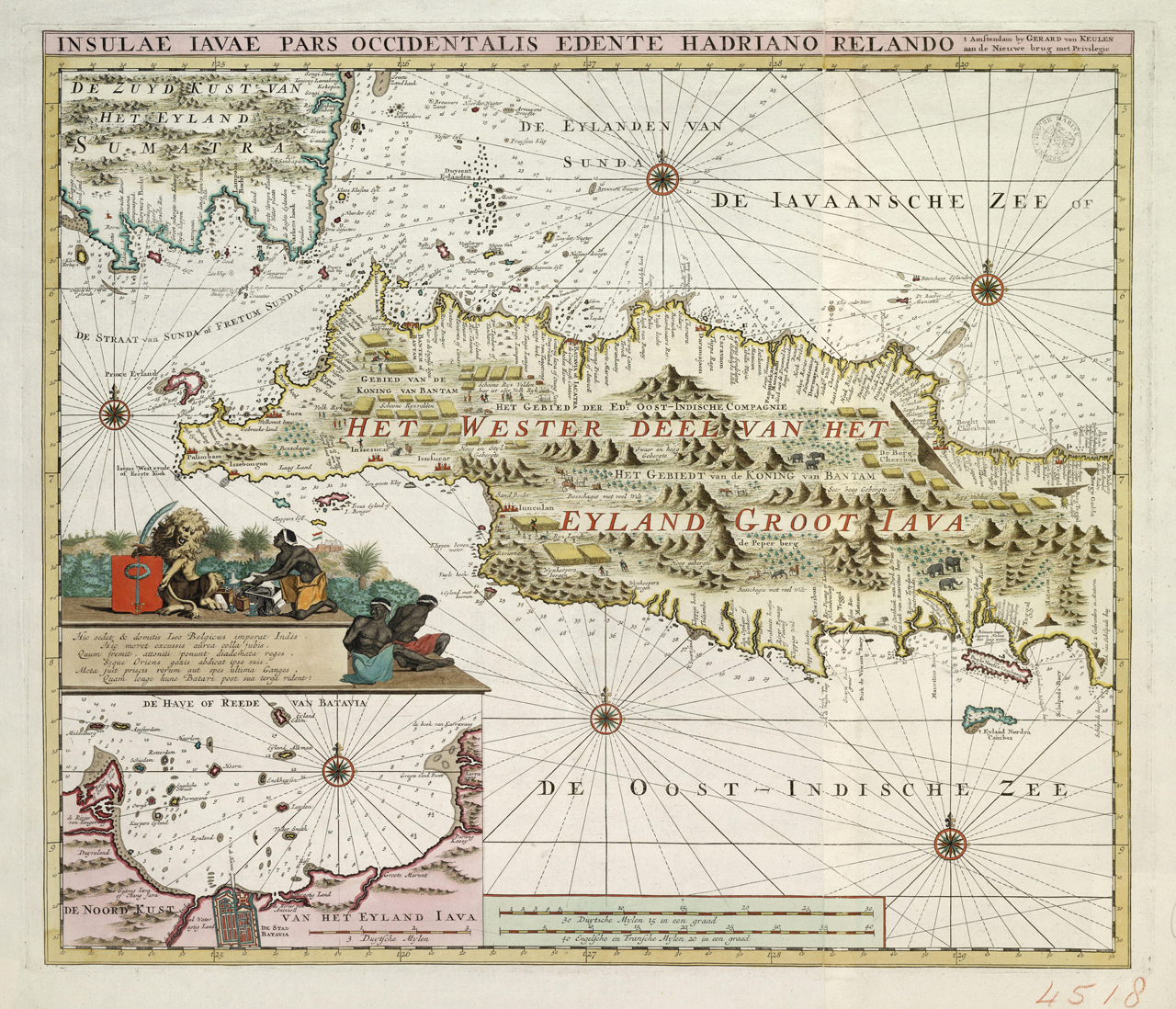
Kaart van West-Java (1718)
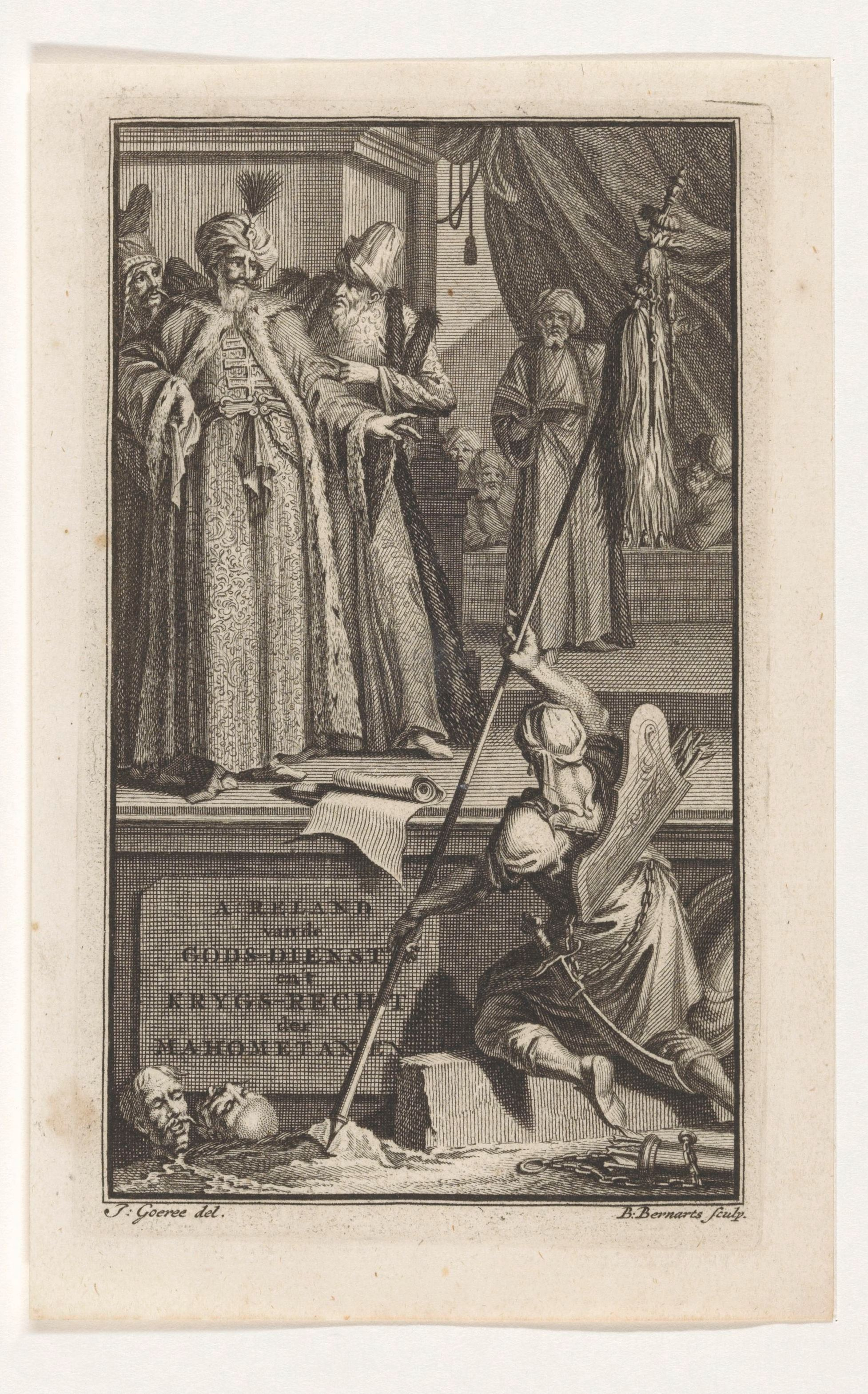
Titelpagina Van de gods-dienst en 't krygs-recht der Mahometanen (1718)
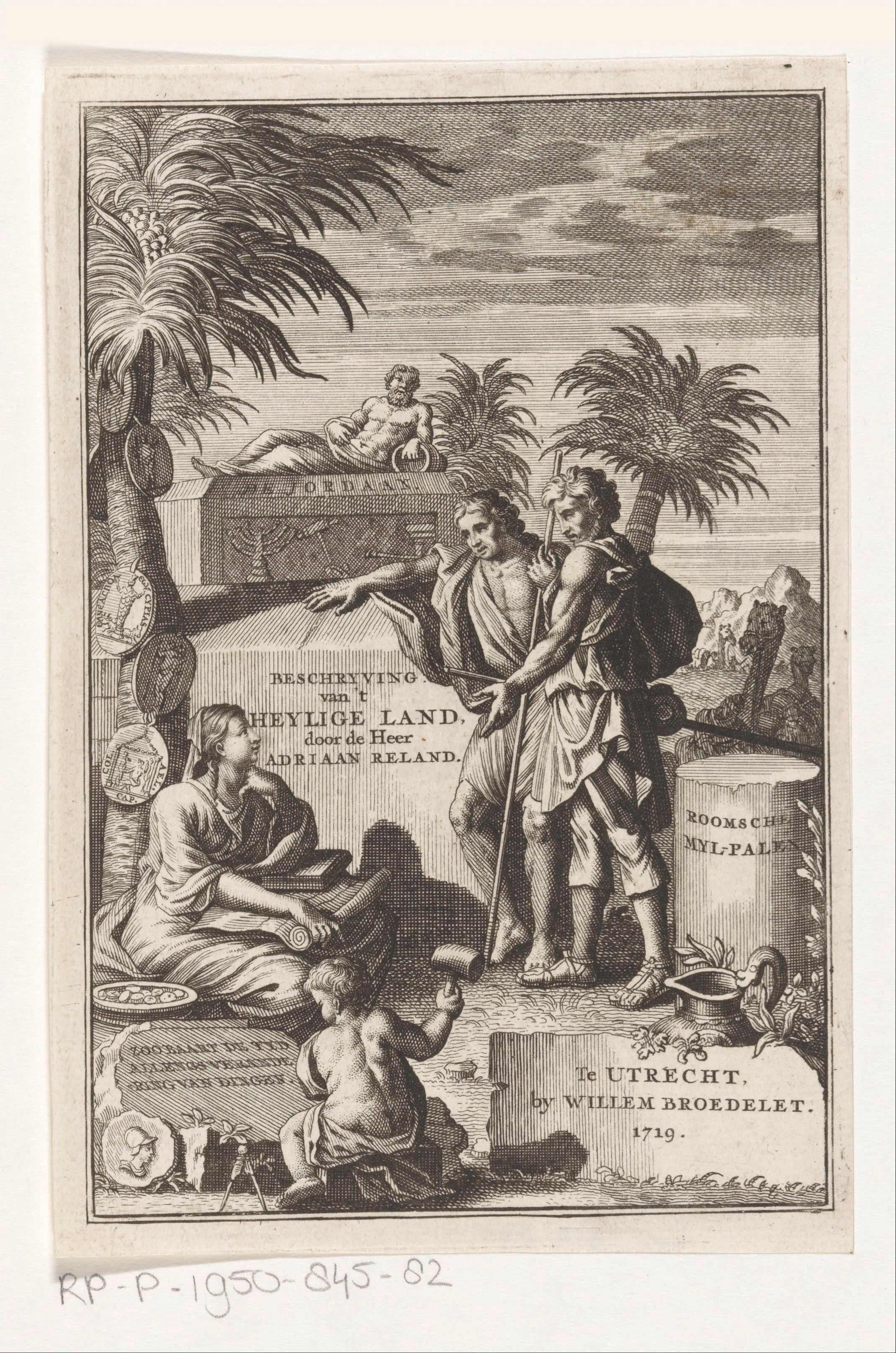
Titelpagina Beschryving van 't heylige land (1719)

## Selectieve bibliografie
- Galatea, Lusus poetica (Galatea. Dichtspel), Amsterdam 1701, 1724 (4e druk ?), 1735, 1739, 1747, 1809, Stuttgart 1845
  - Nederlandse vertaling: Galatea, een dichterlijke speling, Utrecht 1837 door R.H. Graadt-Jonckers
- De natuurlyke wysgeer, of Het leven van Hai ebn Jokdan, Rotterdam 1701 (bewerking door Reland)
- Analecta rabbinica (Bloemlezing uit de Rabbijnse literatuur), Utrecht 1702, 2e druk 1723
- De religione Mohammedica libri duo (Twee boeken over de Mohammedaanse godsdienst), Utrecht 1705, 1717
  - Nederlandse vertaling: Verhandeling van de godsdienst der Mahometaanen, als mede van het krygs-regt by haar ten tyde van oorlog tegens de christenen gebruykelyk, Utrecht 1718
  - Engelse vertaling: Of the Mahometan Religion, two books, Londen 1712
  - Duitse vertaling: Zwey Bücher von der Türkischen oder Mohammedischen Religion, Hannover 1716, 1717
  - Franse vertaling : La Religion des Mahometans exposée par leurs propres Docteurs, avec des éclaircissemens sur les opinions qu’on leur a faussement attribuées, Den Haag 1721
- Dissertationum miscellanearum partes tres (Gemengde verhandelingen, drie delen), Utrecht 1706-1708
- Antiquitates sacrae veterum Hebraeorum (Heilige oudheden van de oude Joden), Utrecht 1708, 3e druk 1717, 1741
- De nummis veterum Hebraeorum (Over de munten van de oude Joden), Utrecht 1709
- Brevis introductio ad grammaticam Hebraeam Altingianam (Korte inleiding in de Hebreeuwse grammatica volgens Alting), Utrecht 2e druk 1710, 3e druk 1722 (Google books)
- Palaestina ex monumentis veteris illustrata (Palestina geïllustreerd op grond van oude monumenten), Utrecht 1714
  - Nederlandse vertaling: Palestina opgeheldert, ofte de gelegentheyd van het Joodsche land, Utrecht 1719